# Королевская академия исполнительских искусств
«Королевская академия исполнительских искусств» (также известная как RAPA) — бутанский государственный орган в составе Министерства внутренних дел и культуры, департамент культуры, который поддерживает сохранение традиционной бутанской культуры. Академия была основана в 1954 году по инициативе Третьего Друк Гьялпо Джигме Дорджи Вангчук. В 1967 году она была институционализирована как академия, и Королевская танцевальная труппа была ее созданием. Академия расположена в столице Бутана Тхимпху, вдоль Чопхел Лам.

## Деятельность
Академия обучает молодых танцоров и музыкантов как религиозной, так и светской народной музыке и танцам. Академия также документирует и исполняет вживую песни и танцы из самых разных регионов Бутана — от современного ригсара до многовековых жанров — и публикует свои сборники.
Профессиональные танцоры Академии проводят выступления во время ежегодного танцевального фестиваля Тхимпху Цечу, который проводится в Ташичо-дзонг. В течение всего года ее члены по запросу устраивают часовые представления для гостей и туристических групп. Академия также проводит публичные танцевальные практики в преддверии крупных мероприятий, таких как королевская свадьба 2011 года, и выступает за границей.
Руководители Академии продолжают участвовать в международных частных некоммерческих организациях, продвигающих и сохраняющих традиционную бутанскую музыку и культуру.